# William Gordon of Lochinvar

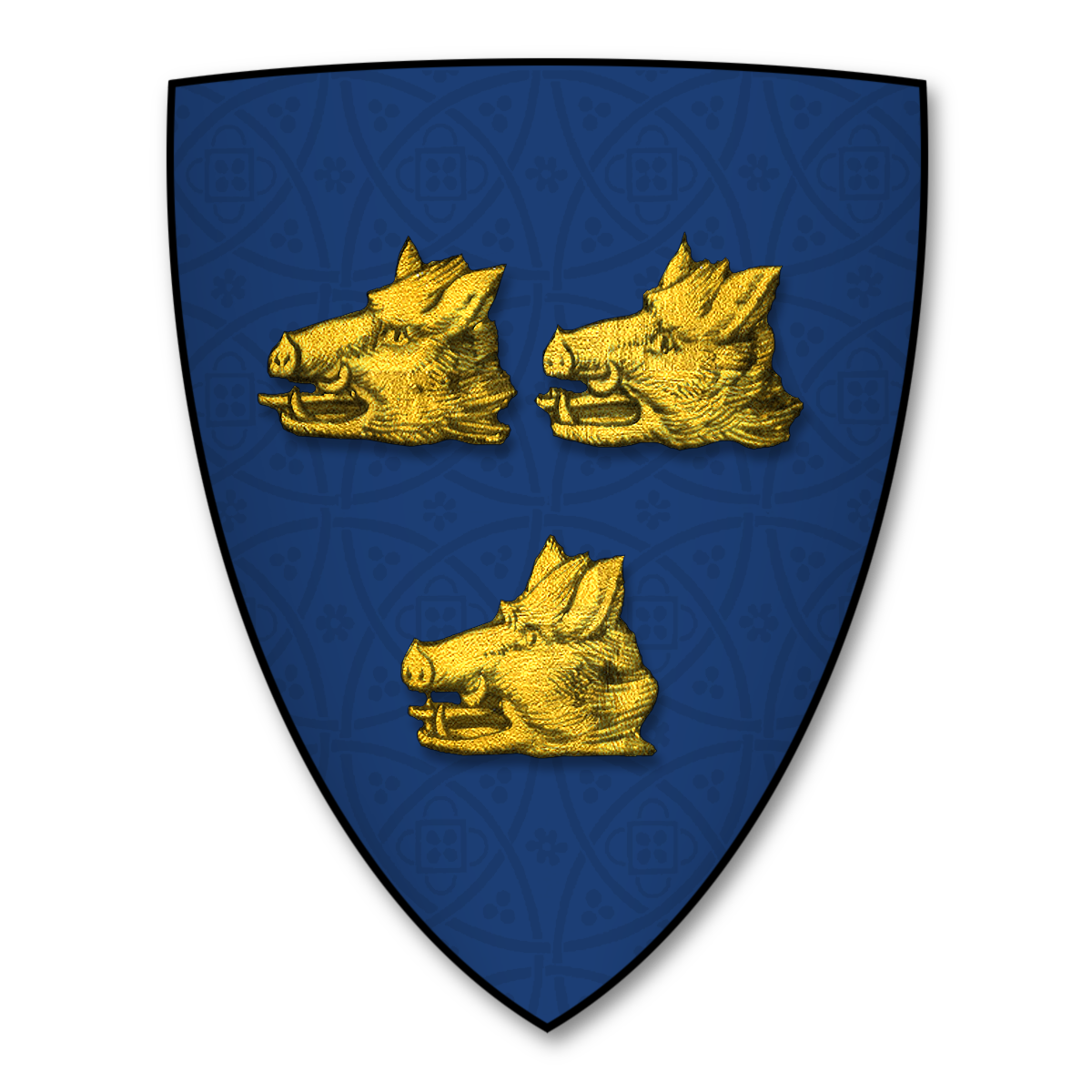
Familienwappen des William Gordon

William Gordon of Lochinvar (auch William de Gordon; † um 1455) war ein schottischer Adliger.

## Leben
Er entstammte einer Nebenlinie des Clan Gordon und war der Sohn des Roger Gordon, Laird of Stitchill († um 1442). Noch zu Lebzeiten übertrug ihm sein Vater seine Ländereien, insbesondere die feudale Baronie Stitchill bei Kelso in Berwickshire. Dieses Lehen wurde William mit Urkunde vom 27. Februar 1440 bestätigt.
Seine Familie besaß seit 1297 auch einige Ländereien in Galloway, aber erst William war das erste Mitglied seines Clans, das sich selbst in Galloway ansiedelte. Er wurde am 6. Juni 1450 mit der feudalen Baronie Lochinvar in der Gemeinde Dalry belehnt. Es ist unklar, wo genau sich sein Wohnsitz befand, womöglich war es bereits ein Vorgängerbau des späteren Kenmure Castle. Er begründete die Familienlinie der Gordons of Lochinvar, die in der Folgezeit einigen Einfluss in Südwestschottland gewann.
Er hatte mindestens fünf Kinder:
- Sir John Gordon of Lochinvar († nach 1517), ⚭ (1) Annabella Boyd, Tochter des 1. Lord Boyd (Clan Boyd), ⚭ (2) Elizabeth Lindsay (Clan Lindsay);
- Alexander Gordon of Auchinreoch († nach 1490);
- George Gordon of Troquhain, Barvoranby and Craig ⚭ Janet Maclellan;
- Roger Gordon ⚭ Geylles Macnaught of Crogo;
- Margaret ⚭ 1746 Thomas Maclellan of Bomby.

William ist letztmals am 7. August 1450 ist urkundlich belegt, als ihm eine Übertragung von Ländereien an seinen ältesten Sohn John Gordon von William Douglas, 8. Earl of Douglas, bestätigt wurde. Vermutlich lebte William noch bis 1455. Seine Besitzungen als Laird von Lochinvar und Stitchill erbte sein ältester Sohn John.